# Neolasioptera phaseoli
Neolasioptera phaseoli är en tvåvingeart som beskrevs av Edwin Möhn 1975. Neolasioptera phaseoli ingår i släktet Neolasioptera och familjen gallmyggor.
Artens utbredningsområde är El Salvador. Inga underarter finns listade i Catalogue of Life.